# Batu-kan
Batu-kan, (?, oko 1205. – Saraj, 1255.), mongolski osvajač. Džingis-kanov unuk. Vladao je cijelom Mongolijom. Savladao je Ruse i osnovao Zlatnu Hordu, golemi zapadni krak Mongolskog Carstva, tj. državu koja je skoro 200 godina vladala Rusijom. Rjazansku Kneževinu osvaja 1237. – 1238., a zatim i Suzdaljsku zemlju. Zavladao je Moskvom, Vladimirom, Suzdaljem i Novgorodom. Južnom Rusijom je harao 1239. – 1240. Kijevsku Rus' zauzima i razara 1240. godine. Mongoli odatle kreću u zapadnu Europu te 1242. preko Hrvatske i Ugarske dolaze sve do Trogira.
Osvojivši Poljsku, Češku, Ugarsku i dolinu Dunava, bio je u odličnom položaju za invaziju na zapadnu Europu. Primivši vijesti o smrti velikog mongolskog kana Ogotaja, svog strica, povukao je vojsku kako bi sudjelovao u izboru Ogotajevog nasljednika. Time je zapadna Europa izbjegla vrlo vjerojatnu devastaciju. Nakon povratka u Rusiju, Batu-kan određuje Saraj, blizu današnjeg Astrahana, za središte Carstva. Pod Zlatnom Hordom, rusko nacionalno središte se iz Kijeva seli u Moskvu.